# یوباسالو
یوباسالو (به لاتین: Ubasalu) یک روستا در استونی است که در دهستان کولاما واقع شده‌است.